# 資產階級
資產階級（法語：Bourgeoisie，法語：[buʁ.ʒwa.zi] ⓘ），音譯为布爾喬亞，是根據一些西方世界经济学思想學派，尤其是马克思主义，而為资本主义社会阶级劃分的階級之一。

## 词源
資產階級的英语來自法语，源於意大利语的，而後者又是源於從希腊语演化而來的，意思是村庄。因此就是指在村莊中心擁有房子的自由人。
資產階級出現在中古時期的意大利，那時住在村莊中的居民開始變得比住在附近鄉間的人還要富有。因此他們可以獲得相對上較多的權力和影響力，越來越接近統治階級和神職人員，同時逐漸遠離平民階級。這種中古時期的資產階級原型就是磨坊擁有者，他們能夠快速地對當地经济產生重大影響力，以至於可以對統治者表達否決權。
在接下來的世紀裡，資產階級這個名詞則較適合用來指稱最初的銀行家，以及那些從事新興活動如貿易和金融的人。19世紀之前，這個詞大部分情況下指的就是低於貴族、高於農奴和無産階級的廣大人群。
在19世紀時，資產階級可以指因為賦稅達到相當的地步，在未有普選權的歐洲代議制國家中，獨佔了政治權利的富人。而且在自己的工廠等場所，資本家更有把工人當作奴隸喚使的權力，以及把賣不出的商品（包括在飢荒時的食物）銷毀的權力，擁有像以前的貴族般的權力，所以成為了社會主義者矛頭指向的對象。

## 定义

### 馬克思主義
恩格斯在1888年英文版《共产党宣言》注解中阐述：
资产阶级是指占有社会生产资料并使用雇佣劳动的现代资本家阶级。无产阶级是指没有自己的生产资料，因而不得不靠出卖劳动力来维持生活的现代雇佣工人阶级。

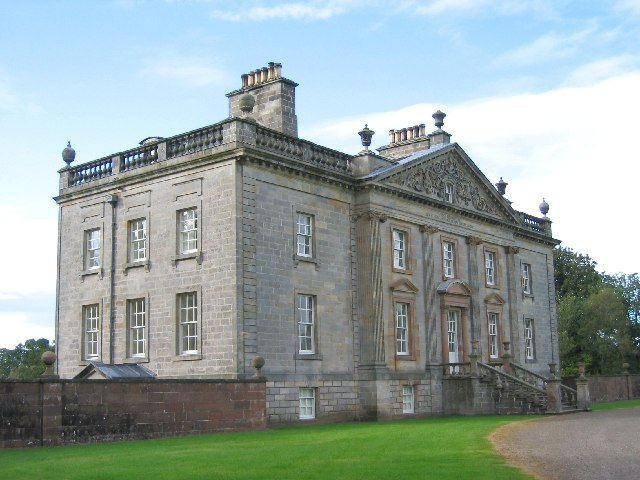
17世紀歐洲資產階級莊園

Unter Bourgeoisie wird die Klasse der modernen Kapitalisten verstanden, die Besitzer der gesellschaftlichen Produktionsmittel sind und Lohnarbeit ausnutzen. Unter Proletariat die Klasse der modernen Lohnarbeiter, die, da sie keine eigenen Produktionsmittel besitzen, darauf angewiesen sind, ihre Arbeitskraft zu verkaufen, um leben zu können.

By bourgeoisie is meant the class of modern capitalists, owners of the means of social production and employers of wage labour.By proletariat, the class of modern wage labourers who, having no means of production of their own, are reduced to selling their labour power in order to live.
资产阶级通常也可称作资本家、布尔乔亚等，而无产阶级通常也可称为无产者。
馬克思主義認為无产阶级與資產階級在本質上是互相敵對的。无产阶级付出了全部劳动，理应获得全部的劳动果实。然而资产阶级（以及持资产阶级立场的学者）则认为应该尽量降低工人的工资，以提高（资产阶级的）利润。也就是说，资产阶级的利益（利润）与无产阶级的利益（工资）之间存在矛盾。资产阶级在生产过程中并未付出与其收入成正比的劳动（或者根本不劳动）。劳动价值被资本所剥夺。換句話說，资产阶级會剝削勞工。
马克思主义者认为，「資產階級」是压迫者和剥削者；而那些为了个人利益，在阶级斗争过程中（无产阶级革命，罢工等）收受资产阶级的好处，在精神上或者行为上支持资产阶级而出卖了无产阶级利益的无产者则通常会被称为“工贼”或者“资产阶级的走狗”。
在當代的馬克思主義用語中，資產階級主要是指那些控制了公司機構的人，控制的方法有透過對公司大多數股份的掌握、選擇權、信托、基金、仲介或關於市場業務的公開發言。
在過去，「資本家」一詞是指透過僱傭經理來為自己獲利的、 管理着只按照訂單上的要求製造特定產品的純製造業企業的工廠主。由於這些企業的管理工作較為單一，因此這類人能夠放心地把業務交給經理處理，自己則坐享其成。但在工業革命晚期，隨着製造業變得愈來愈複雜，這類人已經大致上被市場淘汰。
在現今, 「資本家」一詞是指其財富主要透過“投機”得來的人，而他們不須要工作以求生，没有劳动就得到了劳动果实，本质上也是通过资本剥削无产阶级，這與親自參與營運工作的企業家不同。另一方面, 「風險家」一詞是指懂得審時度勢的投資者，他們所作的投資有助於企業進行創新工作，他們也會向企業家提出關於企業營運的建議。
在現代非馬克思主義的中文用法（即通俗的用法）中，資產階級和布爾喬亞等称呼时常被用来指代富人，而无产阶级和普羅大眾等称呼（普羅是從無產階級的頭音而來）则时常被用来指代穷人，而不是以判断其是否掌握生产资料的方式来划分。
階級並非一個同質的完整實體，許多分析家會對資產階級進行更細膩的劃分。這些劃分有：
- 大資產階級（high bourgeoisie）：由最富有的人所組成，包括了企業家、貿易家、大地主等等。
- 中资产阶级（middle bourgeoisie）：那些擁有固定繼承財產或收入的人，他們比起上層資產階級較不富有。
- 小資產階級（petite bourgeoisie）：占有少量生产资料和财产，主要依靠自己劳动为生，一般不剥削别人的阶级，包括手工业者、小商人、自由职业者等。

### 法国

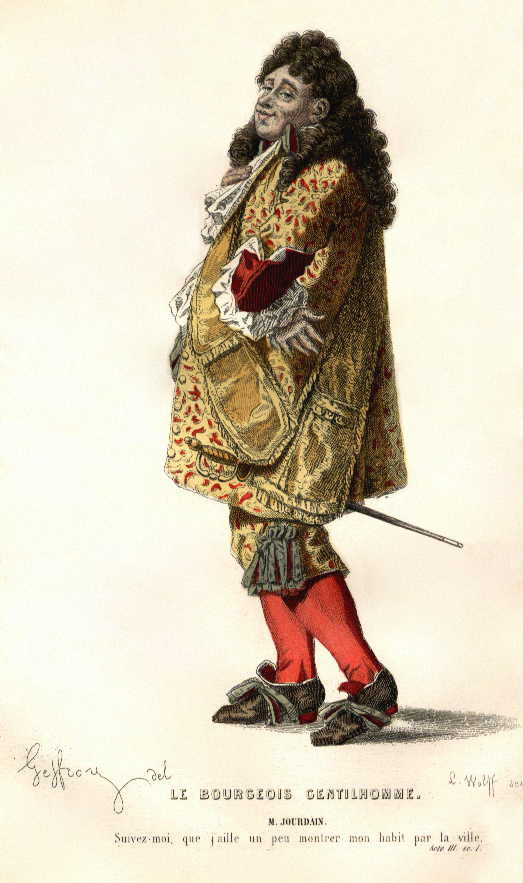
歐洲資產階級漫畫

在英语中，“bourgeoisie”（资产阶级）一词通常用来指代中产阶级。然而，实际上，法语中的该术语涵盖了上层与中层经济阶级。
这种误解也出现在其他语言中。在法国及许多法语国家中，“资产阶级”包含了五个不断演变的社会层次：（小资产阶级）、（中产资产阶级）、（大资产阶级）、（上层资产阶级）以及（旧资产阶级）。
小资产阶级（Petite bourgeoisie）相当于今日所说的中产阶级，或指“介于中产阶级与下层阶级之间的一个社会阶层：即下层中产阶级”。

### 纳粹主义
纳粹主义拒绝了马克思主义的无产阶级国际主义与阶级斗争理念，转而主张“民族之间的阶级斗争”，并试图在国家内部解决阶级冲突的同时，将德国视为一个无产阶级民族，在与富豪统治国家的斗争中奋起反抗。
纳粹党拥有大量工人阶级支持者和党员，同时对中产阶级也极具吸引力。1920年代白领阶层中产阶级的经济崩溃，在他们对纳粹主义的强烈支持中占有重要地位。
在1930年代初经济贫困的魏玛共和国中，纳粹党以提供食物和住所来实现其社会政策，惠及失业者与无家可归者——这些人后来被招募进棕衫军，即后来的冲锋队（德語：Sturmabteilung）。
阿道夫·希特勒深受卡尔·卢埃格的民粹主义反犹主义和反自由主义资产阶级鼓动影响。当年身处维也纳时，卢埃格任市长，以激进煽动的演讲风格吸引了大众群众。
当被问及是否支持“资产阶级右翼”时，希特勒表示纳粹主义并不专属于任何社会阶层，他同时指出其既不偏向左翼政治也不偏向右翼政治，而是从“两派”中保留了“纯粹”的要素。他说道：“从资产阶级传统阵营中，我们继承民族意志；从马克思主义教条的物质主义中，我们汲取活生生的、创造性的社会主义。”
希特勒对资本主义抱有不信任态度，认为它因利己主义而不可靠；他更偏好一种服从于人民（Volk）利益的国家主导型经济。
1934年，他曾告诉一位党内领导人：“当今的经济体系是犹太人创造的。”
他还曾对贝尼托·墨索里尼表示，资本主义“已走到尽头”。
希特勒还说，资产阶级商人“除了追求利润什么都不懂。‘祖国’对他们来说只是个空词。”
他本人对魏玛共和国时期德国的统治资产阶级感到厌恶，称他们为“胆小的混蛋”。

## 文化

### 戏剧
（意为《冒充绅士》，1670年）是由莫里哀创作的一部喜剧芭蕾，它对儒尔丹先生这一典型的暴发户形象进行了讽刺。儒尔丹通过花钱提升自己的社会地位，以实现他“成为绅士”的梦想。为此，他学习舞蹈、击剑和哲学——这些被认为是绅士应具备的修养和风度——以便伪装成一位出身高贵之人，即在17世纪的法国，“天生贵族”的典型人物。同时，儒尔丹的“自我改造”也涉及到对女儿私生活的干预，以使她的婚姻也能帮助自己实现社会地位的提升。

### 文学

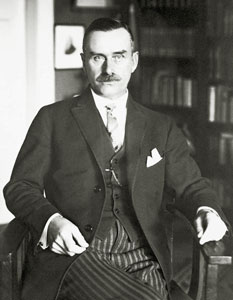
托马斯·曼（1875–1955）在小说《布登勃洛克一家》（1926年）中描绘了德国上层资产阶级的道德、思想与肉体衰败。

《布登勃洛克一家》（1901年），出自托马斯·曼（1875–1955）之手，记录了一个富裕家庭在四代人中所经历的物质与精神双重衰落：从家族族长老约翰·布登勃洛克及其儿子约翰二世开始，他们都是典型的德国成功商人，是性格稳重、理性正派的人。
然而，在布登勃洛克二世的子女一代中，这种靠中产阶级价值体系建立起来的物质安逸生活却引发了堕落：轻浮的女儿托妮既没有人生目标，也无意寻找；儿子克里斯蒂安公然放纵堕落，过着游手好闲的生活；而长子托马斯继承了家族生意，虽致力维持中产阶级的稳固传统，但他偶尔会对艺术与哲学产生兴趣——即那种对资产阶级来说代表着社会、道德与物质堕落的非实用的精神生活。
《巴比特》（1922年）出自辛克莱·刘易斯（1885–1951），讽刺了美国资产阶级人物乔治·F·巴比特——一位中年的房地产经纪人，活跃的城市推销员、社会团体积极分子，生活在中西部虚构城市“泽尼思”。尽管他思想刻板、自命不凡、极度顺从主流和中产阶级文化，但他仍隐约意识到，人生应当有比金钱与炫耀性消费更深刻的意义。然而，他比起“做真实的自己”——即忠于内心——更害怕被排斥于主流社会之外。
他曾短暂追求独立性，比如涉足自由主义政治，甚至与一位美丽的寡妇相恋，但最终都因其根本的“存在性恐惧”而不了了之。

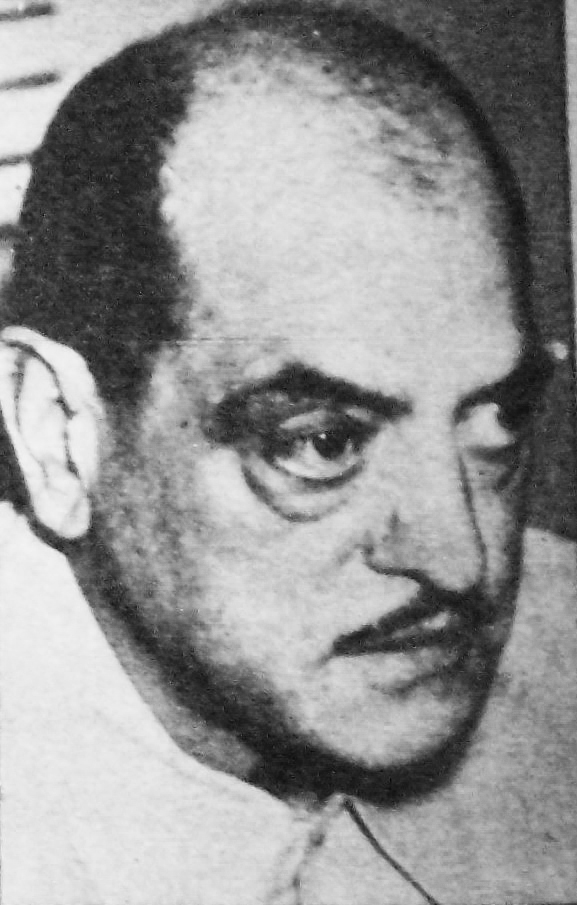
西班牙电影导演路易斯·布努埃尔（1900–1983）刻画了资产阶级复杂而虚伪的内心状态。

尽管如此，乔治·F·巴比特将对自尊的渴望转化为对子女的期许，他鼓励自己的儿子打破那种源于资产阶级繁荣而产生的从众心理，并劝导他要忠于自我：
别怕家里人。也别怕整个泽尼思。更别怕你自己——就像我过去那样。

### 資產階級的價值觀
资產階級人士一般被马克思主义者描述为：
- 奉從主義者（conformism）
- 保守主義者
- 庸俗主義者（philistinism）
- 個人主義者
- 對個人財產表現出過度關注的態度
- 對宗教的虛偽信奉
- 資產階級民族主義者（Bourgeois nationalism）

在资本主义社会上，资本家主要奉信自拚主义（Liberpetism），但马克思主义者认为在资本主义社会上，所谓的自拚主义是资产阶级统治的幌子。

## 中国当代的資產階級

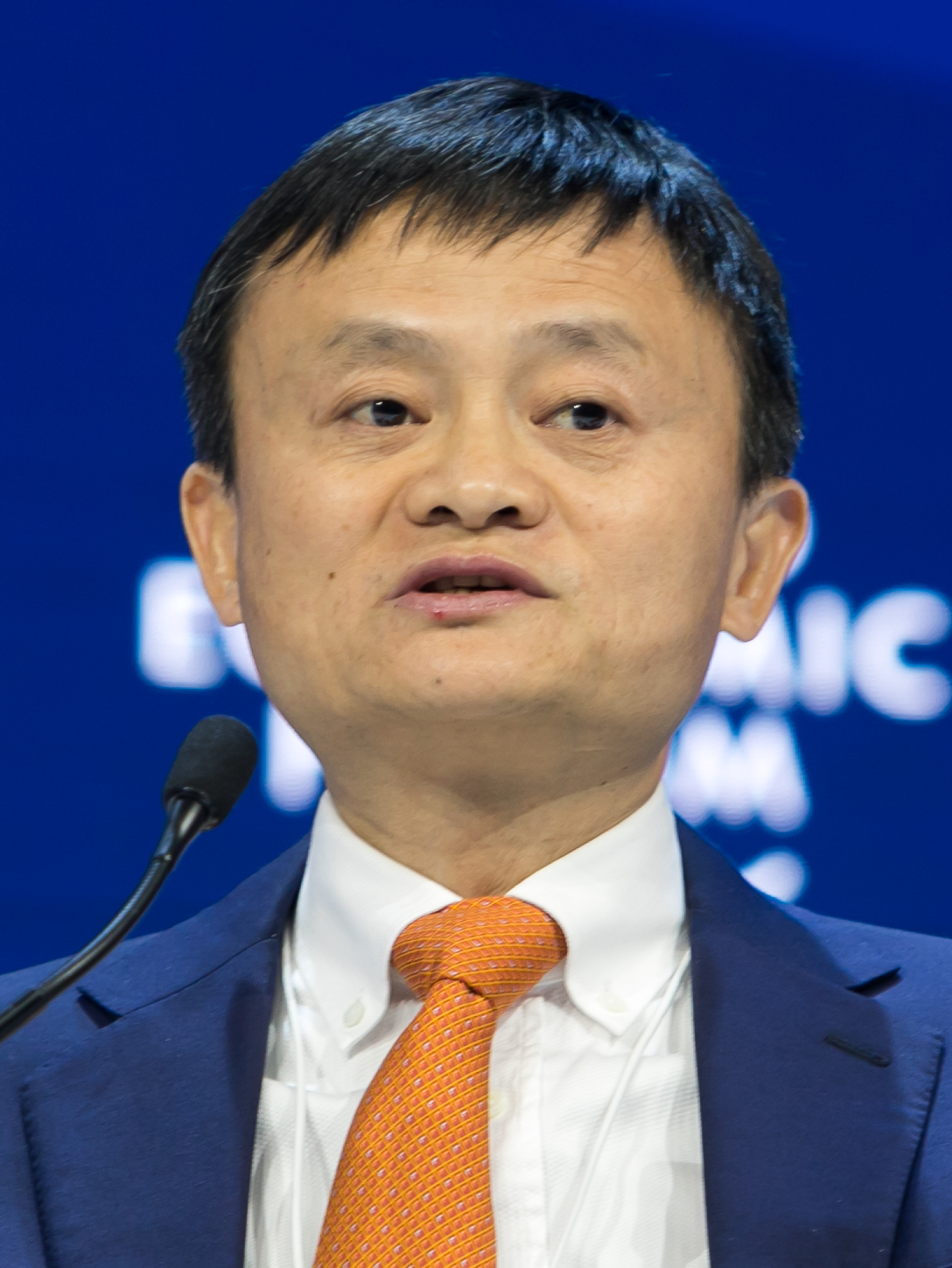
中国共产党党员马云被评选为改革开放40年百名杰出民营企业家

中国共产党理论的说法是“在新民主主义社会时期的中国的主要矛盾是资产阶级和无产阶级的矛盾”。
但中国共产党在改革开放中允许了私人企业的建立，并对国营企业进行了一系列的改造之后，共产党仍沿用了“资产阶级在中华人民共和国已经在三大改造中消亡”这一说法。实质上中共官方已经再次接受资产阶级的存在。
中共官方目前更多的使用“企业家”或“实业家”来称呼资本家。

## 外部連結
- （英文）The Democratic State （页面存档备份，存于） A Critique of Bourgeois Sovereignty
- （英文）